# 豆沙镇
豆沙镇，是中华人民共和国云南省昭通市盐津县下辖的一个镇。

## 行政区划
豆沙镇下辖以下地区：
摩崖社区、石门村、石缸村、长胜村、黑喜村、万古村和银厂村。